# Alba AR6
L'Alba AR6 è una vettura da competizione costruita dalla Alba Engineering nel 1985.

## Sviluppo
La vettura venne realizzata per essere iscritta presso le gare riservate alle auto del Gruppo C2. Successivamente, venne schierata con configurazione modificata nel campionato IMSA-GTP.

## Tecnica
La AR6 venne progettata basandosi e riutilizzando la meccanica della precedente AR2, portando la cilindrata del propulsore 4 cilindri CARMA ad 1.9 litri. Il modello costruito per le gare IMSA era dotato invece di un motore V8 3.0 e presentava un passo più lungo. Quest'ultimo, nel 1987, venne evoluto nella Alba AR8. Progettata su commissione di Jim Mullen, era dotata di un propulsore Buick V6 twin turbo gestito da un cambio Hewland VGC a cinque rapporti.

## Attività sportiva
La vettura venne schierata per la prima volta in gara alla 1000 km di Monza del 1985 con l'equipaggio Martino Finotto, Carlo Facetti e Guido Daccò. Nonostante avessero segnato il miglior tempo in qualifica per le vetture di classe C2, furono costretti al ritiro dalla gara a causa di un guasto tecnico. La stagione non andò particolarmente bene, in quanto i migliori piazzamenti si ebbero alla 1000 km di Hockenheim (3º posto di classe) e alla 1000 km di Brands Hatch (2º posto di classe).
Tra il 1986 e il 1990 la AR6 iscritta dal team Gaston Andrey Racing nell'IMSA GTP Lights vinse parecchie gare tra cui il 1'GP di Palm Beach e la 500 miglia di Road America nel 1986 e altre significative come il GP di Miami nel 1988 (fonte Ruggero Melgrati pilota della vettura in questione!!).